# Liste des drapeaux de Suisse H
Pour les communes suisses commençant par H. Pour plus d'informations sur les conceptions, s'il vous plaît lire l'article d'une commune.

Hérémence
Hermance